# اسمیتویل (میزوری)
اسمیتویل (به انگلیسی: Smithville) یک شهر در ایالات متحده آمریکا است که در میزوری واقع شده‌است. اسمیتویل ۴۰٫۵۹ کیلومتر مربع مساحت و ۸٬۴۲۵ نفر جمعیت دارد و ۲۴۸ متر بالاتر از سطح دریا قرار دارد.